# Гуків (струмок)
Соколів — струмок в Україні, у Хотинському районі Чернівецької області. Права притока Дністра (басейн Чорного моря).

## Опис
Довжина струмка приблизно 5,6 км.

## Розташування
Бере початок на північній стороні від Недобоївців. Тече переважно на північний захід через Чепоноси, Гордівці і впадає у річку Дністер.